# Pałac Królewski w Oslo
Pałac Królewski w Oslo (nor. Slottet, Det Kongelige Slott) – oficjalna siedziba norweskich monarchów i jeden z najbardziej charakterystycznych budynków stolicy Norwegii. Obecnie mieszka w nim król Harald V wraz z małżonką. Obiekt położony jest na wzgórzu Bellevuehøyden, w centrum miasta, na końcu ulicy Karola Jana (nor. Karl Johans gate) – głównej arterii handlowej i turystycznej Oslo.
Pałac jest miejscem uroczystych obiadów, podczas których król podejmuje zagraniczne głowy państw. W czasie oficjalnych wizyt zatrzymują się one właśnie w tym budynku. Jest również miejscem pracy większości członków dworu królewskiego. Co roku 17 maja, w święto narodowe Norwegii, podczas uroczystości rodzina królewska pozdrawia swoich poddanych z balkonu.

## Historia

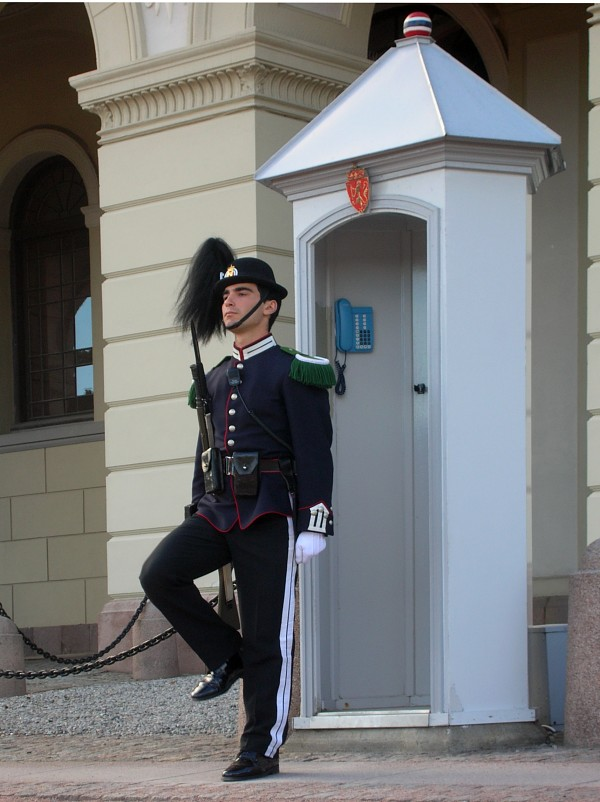
Honorowa warta Gwardii Królewskiej w tradycyjnym umundurowaniu przed pałacem

Przed wybudowaniem obecnego pałacu królowie szwedzko-norwescy z dynastii Bernadotte rezydowali w Paleet – okazałym domu miejskim w ówczesnej Christianii. W latach 20. XIX wieku parlament norweski zainicjował budowę nowej, większej rezydencji królewskiej. Autorem projektu został duński architekt Hans Ditlev Franciscus Linstow. W 1825 król Karol III Jan położył kamień węgielny pod budowę, która zakończyła się w 1849, już za rządów Oskara I.
Kolejni królowie przebywali w stolicy Norwegii przynajmniej przez kilka miesięcy w roku, ale często preferowali inne budynki – np. Oskar II wolał nadmorską willę na półwyspie Bygdøy. Dopiero po rozwiązaniu unii szwedzko-norweskiej w 1905 pałac został stałą siedzibą królewską Haakona VII. W okresie rządów Olafa V pałac nie był remontowany, w związku z czym jego stan techniczny zaczął się pogarszać. Aktualny monarcha Harald V, który wstąpił na tron w 1991, rozpoczął wszechstronną renowację budynku, co spotkało się z głosami krytyki ze względu na jej wysokie koszty.
W 2002 r. wyremontowane wnętrza pałacu zostały częściowo udostępnione zwiedzającym.

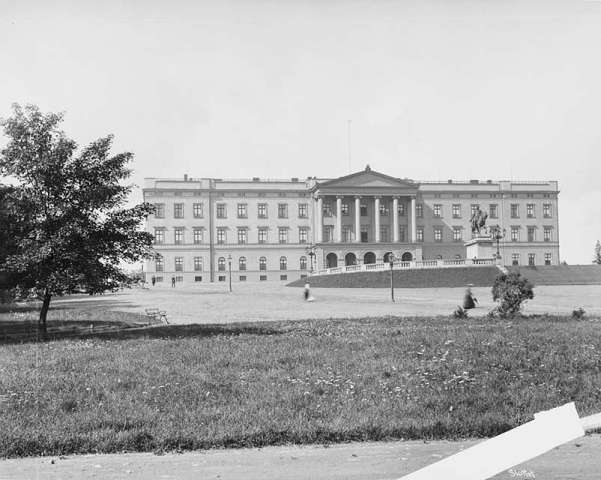
Pałac w 1890 roku

## Architektura
Budynek został wzniesiony w klasycystycznym stylu w kształcie litery U (początkowo miał być w kształcie litery H, ale plany zmieniono z powodów finansowych). Główna część pałacu wychodzi na ulicę Karla Johansa, natomiast po bokach są dwa mniejsze skrzydła. Budynek jest trzypiętrowy.
Całkowita powierzchnia pałacu wynosi 17 624 m², z czego ok. 1000 m² zajmują pokoje królewskie. Główne skrzydło ma 100 m długości i 24 m szerokości. Skrzydła boczne mają odpowiednio 40 i 14 metrów. Są w nim 173 pokoje oraz kaplica pałacowa, w której ochrzczono w 2006 r. księcia Sverra Magnusa.

## Pałacowy park

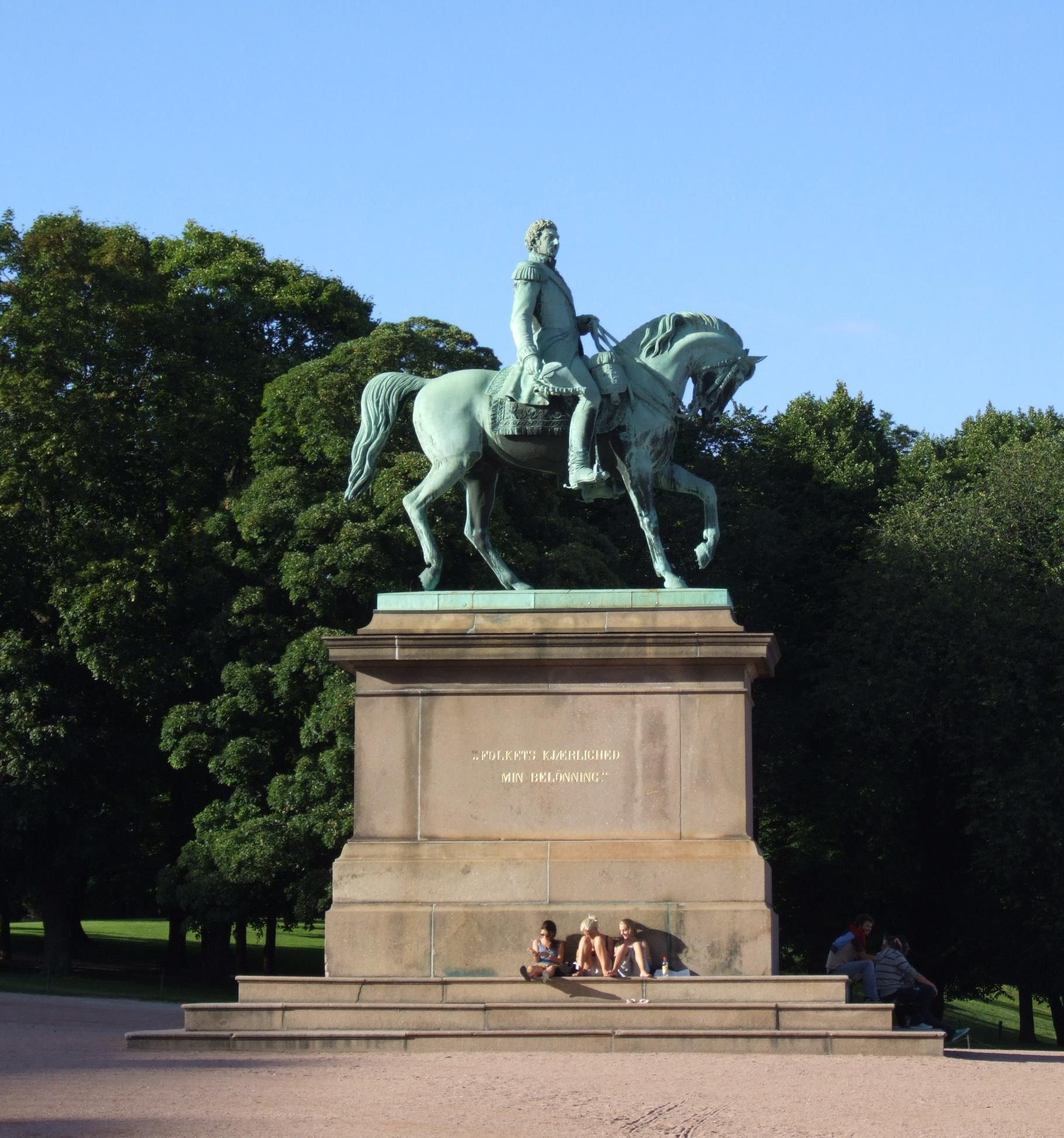
Konny pomnik Karola III Jana (w Szwecji Karola XIV Jana) Bernadotte przed pałacem

Wokół pałacu rozciąga się park (Slottsparken), w którym znajduje się kilka pomników. Największy z nich, stojący naprzeciw pałacu, przedstawia króla Karola III Jana – został ustawiony w 1875, autorem był Brynjulf Bergslien. Pozostałe to:
- wyrzeźbione przez Gustava Vigelanda pomniki Nielsa Henrika Abla (w 1908) oraz Camilli Collet (w 1911),
- królowej Maud z 1959, autorem był Ada Madssen,
- księżniczki Marty, ufundowany przez norweski parlament dla króla Haakona z okazji 70. rocznicy urodzin; w parku stanął w 2007, a autorem pomnika jest Kirsten Kokkin.

W 1941 kolaboracyjny rząd Vidkuna Quislinga ustawił w parku rzeźbę Snorri Sturlusona, którą usunięto w 1945, jako symbol rządów Nasjonal Samling. Park jest całkowicie otwarty dla zwiedzających.